# 壯假鰓鱂
壯假鰓鱂，為輻鰭魚綱鯉齒目鰕鱂亞目鰕鱂科的其中一種，為熱帶淡水魚，分布於非洲烏干達與坦尚尼亞淡水流域，體長可達5.5公分，棲息在溪流、沼澤底中層水域，生活習性不明。

## 擴展閱讀
維基物種上的相關：壯假鰓鱂